# 凱瑞斯 (喬治亞州)
凱瑞斯（英語：Ceres）是位於美國喬治亞州克勞福德縣的一個非建制地區。該地的面積和人口皆未知。

## 地理
凱瑞斯的座標為32°48′28″N 83°59′48″W / 32.80778°N 83.99667°W，而該地的平均海拔高度為180米（即591英尺）。